# Penitentiam agite
«Penitenziam agite!», «Penitençagite!» o «¡Penitenciágite!» era el grito con el que Gherardo Segalelli recorría las calles de la Parma del siglo XIII vestido únicamente con una túnica blanca, sandalias y el cabello largo al modo, supuestamenente, de los antiguos apóstoles (Salimbene de Adam Chronica, G. Scalia, 1966, p. 369-372). 
Cita particular de Mateo 4:17 VULG "Penitentiam agite, appropinquabit enim regnum coelorum" ("Arrepentíos, porque el reino de los cielos está cerca".).
También usado por Dulcino que fue su discípulo y fundador de los Hermanos Apostólicos.
Pasaje aludido en El nombre de la rosa de Umberto Eco en el capítulo Tercer día: DESPUÉS DE COMPLETAS. P 318.
ECO,H. 1980 EL NOMBRE DE LA ROSA. MILAN